# АСЕАНТОМ
АСЕАНТОМ (англ. ASEANTOM, сокр. от ASEAN Network of Regulatory Bodies on Atomic Energy) – организация, осуществляющая общерегиональное взаимодействие между ответственными за регулирование использования атомной энергии органами государственной власти стран-членов АСЕАН. Предложение о создании организации поступило от Таиланда, оно было рассмотрено и одобрено Саммите АСЕАН-2011 Создана в 2012 году, статус официального рабочего органа АСЕАН получила в 2015 году. Членами АСЕАТОМ являются все страны АСЕАН, а Папуа – Новая Гвинея представлена в качестве наблюдателя.

## Задачи
Задачи: обмен информацией и опытом в обеспечении ядерной безопасности, физической ядерной безопасности и гарантий, развитии мирного атома и его применении в сопутствующих областях.
Направления работы АСЕАНТОМ:
- обмен опытом в сфере управления радиоактивными материалами;
- подготовка кадров и повышение квалификации;
- содействие внедрению странами стандартов МАГАТЭ;
- меры доверия в сфере ядерной деятельности государств;
- взаимодействие в случае чрезвычайных ситуаций, связанных с радиацией, мониторинг радиоактивного уровня окружающей среды, борьба с нелегальным оборотом радиоактивных материалов;
- кооперация с диалоговыми партнерами АСЕАН, профильными региональными и международными организациями.

## Механизм
Встречи АСЕАНТОМ проводятся не реже одного раза в год в стране-председателе АСЕАН. Техническое содействие работе механизма в межсессионный период оказывает Секретариат АСЕАН.
С учетом широты охвата деятельности у АСЕАНТОМ не существует единого рабочего комитета, а вопросы распределяются на рассмотрение в профильные органы АСЕАН – Секторальную комиссию по атомной энергетике, Комитет по науке и технологиям, совещания СДЛ по транснациональной преступности и др.

## Рабочие встречи
Ежегодно под эгидой АСЕАНТОМ проводятся совещания, технические собрания и обучающие семинары.
Первая встреча АСЕАНТОМ состоялась в 2013 г. в Таиланде. По ее итогам был принят первый рабочий план на 2014-2015 гг. с 6 приоритетными направлениями работы.
Второе совещание (Чиангмай, 2014 г.) было посвящено обсуждению мероприятий прошлого года реализации рабочего плана на 2015–2016 годы.  
Третье совещание (Кедах, 2015 г.) определило АСЕАНТОМ в качестве отраслевого органа в рамках АСЕАН и назначило его ключевым партнёром МАГАТЭ в вопросах ядерной безопасности.
На 4-й встрече АСЕАНТОМ в Маниле 7-8 декабря 2017 г. обсуждались вопросы ядерной безопасности стран АСЕАН, возможные проекты сотрудничества в данной области с США, ЕС, Канадой, Австралией, Республикой Кореей, Японией и Китаем.
5-я встреча механизма прошла 26-28 июня 2018 г. в Сингапуре, в ходе нее был принят пятилетний план работы и проект рамочного документа по сотрудничеству с МАГАТЭ.
6-я встреча состоялась 1-4 июля 2019 г. в г. Краби (Таиланд).
Помимо МАГАТЭ ключевыми партнерскими организациями АСЕАНТОМ являются ЕВРОАТОМ и Министерство энергетики США.